# Гагут Луїза Дмитрівна
Луї́за Дми́трівна Гагут (нар. 28 вересня 1949, Маріуполь, Сталінська область, УРСР, СРСР) — депутат Державної думи Російської Федерації I скликання від Партії ЛДПР.
Доктор економічних наук, професор, член Спілки письменників Росії.
Лауреатка премії Російського союзу товаровиробників імені О. М. Косигіна (2003).

## Життєпис
1971 року закінчила Маріупольський металургійний інститут, інженер-економіст.
1992 року вступила в політичну партію ЛДПР. У грудні 1993 року її обрано від партії депутатом Державної думи РФ першого скликання, входила до складу комітету з природних ресурсів і природокористування. Також балотувалася і в друге скликання Думи, але обрана не була.
Дійсний член Російської академії природничих наук, академік ГО «Петровська академія наук і мистецтв», почесний член Міжнародної академії ноосфери.

## Книги
- Государственная Дума. — М. : Русь, 1999. — 94 с. — ISBN 5-89655-014-6.
- Гагут Л. Д. СНГ: новый путь развития в XXI веке. — М. : Русь, 2000. — 383 с. — ISBN 5-89655-021-9.
- Гагут Л. Д. Ноосферное развитие экономики и общества. — Алгоритм, 2018. — 240 с.[8]
- Ричард : беседы с легендарной личностью / о Р. И. Косолапове / составитель Л. Д. Гагут. — М., 2021. — 382 с. — ISBN 978-5-00180-094-1.